# Oscar Collodo
Oscar Collodo est un ancien joueur de rugby à XV, né le 16 août 1958 à Berne (Suisse).

## Biographie
Oscar Collodo occupait le poste de demi d'ouverture. 
Il a honoré sa première cape internationale le 23 octobre 1977 avec l'équipe d'Italie pour une défaite 12-6 contre la Pologne à Varsovie.
Il joue trois matches lors de la Coupe du monde de rugby 1987.

## Clubs successifs
Joueur 
- Benetton Rugby Trévise : 1978-1979
- Petrarca Rugby Padoue : 1979-1984
- Benetton Rugby Trévise : 1984-1993

Entraîneur
- Benetton Rugby Trévise : 1994-1997
- Rugby Udine Union FVG : 1997-1999
- CUS Padova Rugby : 2000-2002
- A.S.D. Rugby Paese : 2002-2003
- Oderzo : 2005-2008
- CUS Padova Rugby : 2011-

## Sélection nationale
- 12 sélections (+3 non officielles contre France XV, Angleterre XV) avec l'Italie
- Sélections par année : 4 en 1977, 1 en 1978, 4 en 1986, 6 en 1987.
- Coupe du monde de rugby disputée : 1987.